# Perú Posible
Perú Posible fue un partido político peruano fundado en 1994 por el expresidente Alejandro Toledo. El partido tuvo varias participaciones en las elecciones donde obtuvo representación en el Congreso y fue disuelto en 2017 tras no superar la valla electoral del 5% en las elecciones del 2016.

## Historia
Perú Posible fue fundado en 1999 como continuidad a un partido de nombre parecido, País Posible, fundado por el ex-congresista José Barba Caballero y Alejandro Toledo en 1994. Para las elecciones del año 2000, Perú Posible se presenta por primera vez con Alejandro Toledo como candidato a la presidencia. Sin embargo, comenzaron a surgir denuncias como las expresadas por el diario “El Tiempo”. Este anunció que se habían hallado 3000 actas electorales y, además, se habían detenido a 11 personas que estaban dedicadas a adulterar las cartillas electorales. Estas cartillas incluían en la parte izquierda la foto de los 14 aspirantes a la presidencia y en el lado derecho el logotipo y el nombre de las 20 agrupaciones políticas cuyos miembros querían obtener uno de los 120 escaños legislativos. Ante ello, el partido político decidió no participar de la segunda vuelta y, en lugar de ello, convocó a una marcha multitudinaria como una forma de protesta al gobierno y a la coyuntura política que se estaba viviendo, la marcha conocida como la Marcha de los Cuatro Suyos.
Después de las pruebas de fraude durante las elecciones, el gobierno fujimorista ganó la reelección de manera forzada. En ese momento, Toledo, a dos días de que Alberto Fujimori volviera al poder, movilizó a las personas en la Marcha de los Cuatro Suyos, lo que representó una gran resistencia a la presidencia de Fujimori. El gobierno fujimorista acusó a Toledo y a Perú Posible de violencia e incluso los responsabilizó de un atentado al Banco de la Nación en el que murieron seis efectivos de seguridad. Sin embargo, tras la huida de Fujimori por la filtración de los Vladivideos, se convocaron elecciones en 2001, en las que Toledo resultó elegido.

## Participación electoral

### Elecciones generales de 1995
El partido inicia su participación en las elecciones generales del 1995, formando una alianza electoral con el partido Coordinadora Democrática (CODE) denominada CODE-País Posible, en cual Alejandro Toledo se presentó como candidato presidencial, Óscar Bravo Villaran a la primera vicepresidencia y Elena Delgado Béjar de Orsos a la segunda vicepresidencia.
La alianza llegó a participar en las elecciones parlamentarias, obteniendo el 4,15% de votos, logró obtener 5 escaños en el Congreso para el periodo 1995-2000, siendo 2 de Coordinadora Democrática y 3 de Pais Posible.

### Elecciones generales del 2000
En las elecciones generales del 2000, el partido cambio de nombre a Perú Posible presentando nuevamente a Alejandro Toledo como candidato presidencial, acompañado de Carlos Ferrero Costa a la primera vicepresidencia y David Waisman a la segunda vicepresidencia.
| Candidatos       | Candidatos           | Candidatos          |
| Presidencia      | 1.ª Vicepresidencia  | 2.ª Vicepresidencia |
| ---------------- | -------------------- | ------------------- |
| Alejandro Toledo | Carlos Ferrero Costa | David Waisman       |

Quedando en segundo lugar en la primera vuelta con el 25,67% de votos, detrás del presidente Alberto Fujimori, quien buscaba un tercer mandato, llegando a obtener el 49,87% en una   elección muy cuestionada.
En las elecciones parlamentarias, la lista de candidatos fue encabezada por el doctor Luis Solaride la Fuente; llegando a obtener el 23,24% de votos, con 29 escaños en el Congreso.

### Elecciones generales del 2001
Meses después de la renuncia del presidente Alberto Fujimori y de la caída del régimen fujimorista, el entonces presidente Valentín Paniagua convoco a nuevas elecciones para abril y junio del 2001 en cual, el excandidato Alejandro Toledo se presentó como candidato presidencial, acompañado del economista Raúl Diez Canseco Terry a la primera vicepresidencia y David Waisman a la segunda vicepresidencia.
| Candidatos       | Candidatos              | Candidatos          |
| Presidencia      | 1.ª Vicepresidencia     | 2.ª Vicepresidencia |
| ---------------- | ----------------------- | ------------------- |
| Alejandro Toledo | Raúl Diez Canseco Terry | David Waisman       |

Quedando en primer lugar con el 36,15% de votos, pasando a la segunda vuelta con el expresidente Alan García del Partido Aprista Peruano (APRA), quien buscaba un segundo mandato, llegando a obtener el 25,78 % de votos.
En las elecciones parlamentarias, la lista de candidatos fue encabezada por el entonces presidente del congreso Carlos Ferrero Costa; llegando a obtener el 26,30% de votos, logrando conseguir 45 escaños en el Congreso para el periodo 2001-2006.
En la segunda vuelta, Alejandro Toledo gana las elecciones con el 53,08%.

### Elecciones regionales y municipales de 2002

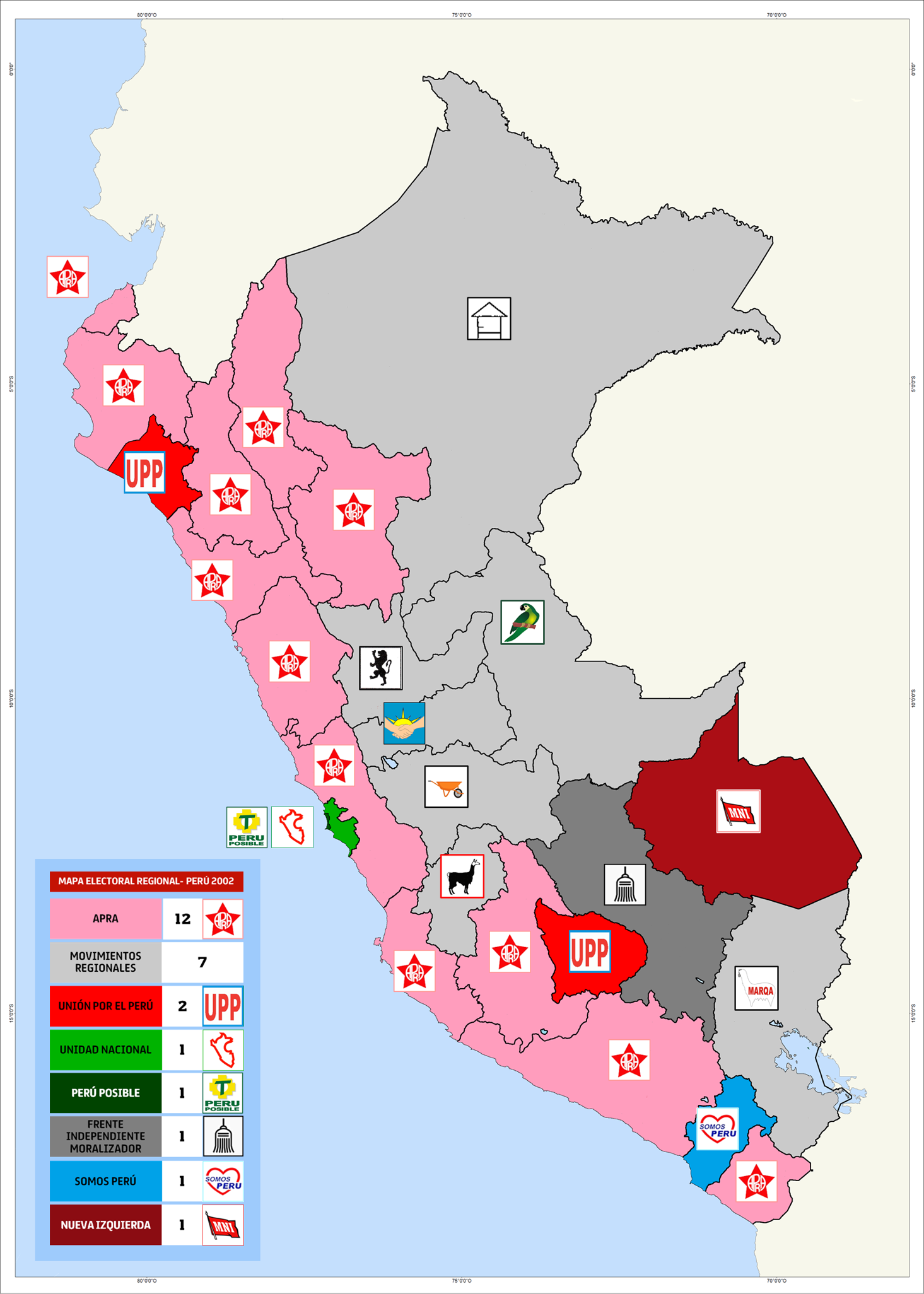
Resultados Electorales en los Gobiernos Regionales, Perú Posible obtuvo un Gobernador Regional electo en la provincia constitucional del Callao.

Al tener éxito en las elecciones generales y parlamentarias, el partido participa en las  elecciones regionales y municipales del 2002, participando en 22 circunscripciones, en cual solo obtiene 1 gobierno regional electo, siendo la provincia constitucional del Callao, a pesar de ello, obtiene 11 alcaldías provinciales y 185 alcaldías distritales.
Gobernadores Regionales electos por Perú Posible
| Región | Gobernador Regional    |
| ------ | ---------------------- |
| Callao | Rogelio Canches Guzmán |

Alcaldes Provinciales electos por Perú Posible
| Región      | Provincia          | Alcalde                   |
| ----------- | ------------------ | ------------------------- |
| Áncash      | Antonio Raimondi   | Guillermo Sánchez Mendoza |
| Áncash      | Mariscal Luzuriaga | William Álvarez Vega      |
| Áncash      | Pallasca           | Manuel Hidalgo Sifuentes  |
| Áncash      | Pomabamba          | Teodoro Vega Chávez       |
| Apurímac    | Aymaraes           | Lucio Mallma Cahuana      |
| Apurímac    | Chincheros         | Pedro Toledo Peseros      |
| Ayacucho    | Huanca Sancos      | Wilfredo Molina Alvarado  |
| Ayacucho    | Sucre              | Juan De la Cruz Huamani   |
| La Libertad | Santiago de Chuco  | Eberth Rojas Alipio       |
| Piura       | Paita              | Walter Wong Ayon          |
| Tumbes      | Zarumilla          | Roncin Davis Romero       |

A nivel de Lima, se presentó el profesor Michel Azcueta como candidato a la alcaldía de Lima, quedando en cuarto lugar con el 7,18% de votos, a su vez el partido obtiene 1 autoridad electa en el distrito de Puente Piedra.

### Elecciones generales del 2006
El 4 de diciembre de 2005, Perú Posible lanzó como candidata presidencial a la independiente Jeannete Enmanuel, quien declinó motivando que el partido oficialista presentara al exsenador e hijo del expresidente Fernando Belaúnde Terry, Rafael Belaúnde Aubry como candidato a la Presidencia, al Ministerio de Vivienda, Construcción y Saneamiento Carlos Bruce como Primer Vicepresidente y al ex congresista Rómulo Mucho Mamani como Segundo Vicepresidente para las elecciones generales del 2006 confirmando su plancha presidencial. 
| Candidatos            | Candidatos                 | Candidatos          |
| Presidencia           | 1.ª Vicepresidencia        | 2.ª Vicepresidencia |
| --------------------- | -------------------------- | ------------------- |
| Rafael Belaúnde Aubry | Carlos Bruce Montes de Oca | Rómulo Mucho Mamani |

Sin embargo, el 1 de febrero del 2006, Rafael Belaúnde decide renunciar a su candidatura presidencial tras la negación del partido de excluir candidatos cuestionados, generando que el Partido Político solo presentara candidatos al Congreso de la República y al Parlamento Andino.
En las elecciones parlamentarias, la lista de candidatos fue encabezada por Carlos Bruce, llegando a obtener el 4,11% de votos, consiguiendo 2 escaños en el Congreso para el periodo 2006-2011.

### Elecciones regionales y municipales de 2006
A pesar de obtener pocos escaños en el congreso en las elecciones parlamentarias del mismo año, el partido participa en las elecciones regionales y municipales del 2006, obteniendo 2 alcaldías provinciales, siendo la provincia de Huacaybamba en Huánuco y Purús en Ucayali, a su vez obtiene 12 alcaldías distritales, sin embargo, no obtiene ningún gobierno regional.
Alcaldes Provinciales electos por Perú Posible
| Región  | Provincia   | Alcalde                |
| ------- | ----------- | ---------------------- |
| Huánuco | Huacaybamba | Gustavo Reyes Bardales |
| Ucayali | Purús       | Emilio Montes Bardales |

Alcaldes Distritales electos por Perú Posible
| Región    | Provincia        | Distrito      | Alcalde                    |
| --------- | ---------------- | ------------- | -------------------------- |
| Arequipa  | Castilla         | Chachas       | Mariano Huayhua Funes      |
| Cajamarca | Celendín         | Cortegana     | Marcial Castañeda Pereyra  |
| Cajamarca | Celendín         | Jorge Chávez  | Deyner Araujo Chávez       |
| Huánuco   | Huacaybamba      | Canchabamba   | Arcenio Benites Malla      |
| Junín     | Concepción       | Comas         | Jorge Luis García Porras   |
| Junín     | Jauja            | Ataura        | Julio Bullón Galarza       |
| Lima      | Lima             | Puente Piedra | Rennán Espinoza Rosales    |
| Lima      | Yauyos           | Huantán       | Erwin Guerrero Chulluncuy  |
| Puno      | Sandia           | Alto Inambari | Juan Lipa Calla            |
| Tacna     | Candarave        | Cairani       | Tito Nina Curo             |
| Tacna     | Candarave        | Curibaya      | Che Bardo Mamani Ayala     |
| Ucayali   | Coronel Portillo | Nueva Requena | Bacilides Dorado Sairitupa |

### Elecciones regionales y municipales de 2010
En las elecciones regionales y municipales del 2010, el partido obtiene 4 alcaldías provinciales, siendo las provincias de Pallasca en Áncash, Hualgayoc y Santa Cruz en Cajamarca, y Tahuamanu en Madre de Dios, a su vez obtiene 33 alcaldías distritales, sin embargo, no obtiene ningún gobierno regional.
Alcaldes Provinciales electos por Perú Posible
| Región        | Provincia  | Alcalde                   |
| ------------- | ---------- | ------------------------- |
| Áncash        | Pallasca   | Jesús Aranda Álvarez      |
| Cajamarca     | Hualgayoc  | Hernan Vásquez Saavedra   |
| Cajamarca     | Santa Cruz | Helmer Villoslada Montero |
| Madre de Dios | Tahuamanu  | Celso Curi Paucarmaita    |

### Elecciones generales del 2011
En 2010, el partido forma una alianza electoral con los partidos Acción Popular y Somos Perú denominada Alianza Electoral Perú Posible para las elecciones generales del 2011. El 10 de noviembre del 2010, la Alianza lanzó la candidatura de Alejandro Toledo a la Presidencia de la República, siendo los candidatos a vicepresidentes Carlos Bruce como primer vicepresidente y Javier Reátegui como segundo vicepresidente, quedando en 4° lugar con el 15,63% de votos, sin pasar a la segunda vuelta.
En las elecciones parlamentarias, la lista de candidatos fue encabezada por la ex voleibolista Cecilia Tait, llegando a obtener el 14,83% de votos, lograron 21 de los 130 escaños en el Congreso de la Repúblicanpara el periodo 2011-2016, siendo 11 de Perú Posible, 5 de Acción Popular, 2 Somos Perú y 3 de movimientos regionales. En el Parlamento Andino Javier Reátegui consiguió 1 de los 5 puestos.2
En la segunda vuelta de las elecciones generales, Alejandro Toledo apoyó irrestrictamente al candidato Ollanta Humala en detrimento de Fuerza 2011, conducido por Keiko Fujimori, contribuyendo a la victoria de Humala.

### Elecciones regionales y municipales de 2014
En las elecciones regionales y municipales del 2014, el partido obtiene 1 alcaldías provinciales, siendo la provincia de Pallasca en Áncash, a su vez obtiene 13 alcaldías distritales, sin embargo, no obtiene ningún gobierno regional.
Alcaldes Provinciales electos por Perú Posible
| Región | Provincia | Alcalde                  |
| ------ | --------- | ------------------------ |
| Áncash | Pallasca  | Manuel Hidalgo Sifuentes |

Alcaldes Distritales electos por Perú Posible
| Región     | Provincia  | Distrito           | Alcalde                      |
| ---------- | ---------- | ------------------ | ---------------------------- |
| Áncash     | Carhuaz    | Acopampa           | Constantino Giraldo Grimarey |
| Áncash     | Pallasca   | Bolognesi          | Inocente Murillo Manrique    |
| Áncash     | Pallasca   | Conchucos          | Alberto Lara Vivar           |
| Áncash     | Pallasca   | Lacabamba          | Pedro Matta Melendez         |
| Áncash     | Pallasca   | Santa Rosa         | Zacarias Fajardo Nuñuvero    |
| Áncash     | Pallasca   | Tauca              | Juan Carlos Alejos López     |
| Lima       | Huaral     | Pacaraos           | Alberto Quintana Mendoza     |
| Lima       | Lima       | Los Olivos         | Pedro del Rosario Ramírez    |
| Lima       | Yauyos     | Ayaviri            | Julio César Pascual Vásquez  |
| Lima       | Yauyos     | Huáñec             | Eugenio Jiménez Mendoza      |
| Lima       | Yauyos     | San Pedro de Pilas | Julián Quispe Huacho         |
| Pasco      | Oxapampa   | Constitución       | Moisés Acuña Gómez           |
| San Martín | San Martín | Chazuta            | Roberto Tapullima Panduro    |

### Elecciones generales del 2016
En las elecciones generales del 2016, Alejandro Toledo se presentó nuevamente como candidato presidencial, acompañado del ex congresista Marcial Ayaipoma como primer vicepresidente y la ex congresista y ex ministra de la Mujer Carmen Omonte como segunda vicepresidenta. Quedando en 8.° lugar con el 1,30% de votos, sin pasar a la segunda vuelta.
| Candidatos       | Candidatos          | Candidatos          |
| Presidencia      | 1.ª Vicepresidencia | 2.ª Vicepresidencia |
| ---------------- | ------------------- | ------------------- |
| Alejandro Toledo | Marcial Ayaipoma    | Carmen Omonte       |

En las elecciones parlamentarias, la lista de candidatos fue encabezada por Rennán Espinoza, llegando a obtener el 2,35% de votos, sin embargo, no consigue escaños en el Congreso para el periodo 2016-2021, llegando a perder su inscripción ante el Jurado Nacional de Elecciones (JNE).

## Datos Nacionales y Subnacionales

### Presidenciales
| Año                   | Resultado (% de votos válidos) |
| 1995                  | 3,03 %                         |
| 2000 (primera vuelta) | 40,24%                         |
| 2000 (segunda Vuelta) | 25,67%                         |
| 2001 (primera vuelta) | 36,52%                         |
| 2001 (segunda vuelta) | 53,08%                         |
| 2011                  | 15,64%                         |
| 2016                  | 1,30%                          |

Fuente: Infogob

### Parlamentarias
| Año  | % de votos | Escaños |
| 1995 | 4,15 %     | 5       |
| 2000 | 23,24%     | 29      |
| 2001 | 37,50%     | 45      |
| 2006 | 1,6%       | 2       |
| 2011 | 14,83%     | 21      |
| 2016 | 1,53%      | 0       |

Fuente: Infogob

### Subnacionales
| Fecha | Resultados a nivel distrital | Resultados a nivel distrital       | Resultados a nivel provincial | Resultados a nivel provincial      | Resultados a nivel regional | Resultados a nivel regional        |
| Fecha | Autoridades electas          | Circunscripciones (ganó/participó) | Autoridades electas           | Circunscripciones (ganó/participó) | Autoridades electas         | Circunscripciones (ganó/participó) |
| 2002  | 1190                         | 193/1,506                          | 134                           | 11/180                             | 25                          | 1/22                               |
| 2003  | 19                           | 3/12                               |                               |                                    |                             |                                    |
| 2005  | 17                           | 3/11                               |                               |                                    |                             |                                    |
| 2006  | 79                           | 12/166                             | 13                            | 2/24                               | 1                           | 0/6                                |
| 2009  | 9                            | 2/10                               | 0                             | 0/2                                |                             |                                    |
| 2010  | 8                            | 1/5                                | 0                             | 0/12                               |                             |                                    |
| 2011  | 7                            | 1/5                                |                               |                                    |                             |                                    |
| 2013  | 20                           | 4/11                               | 0                             | 0/1                                |                             |                                    |
| 2014  | 84                           | 14/122                             | 8                             | 1/19                               | 1                           | 1/70                               |
| 2015  | 2                            | 0/1                                |                               |                                    |                             |                                    |

Fuente: Infogob

## Participación en coyunturas

### Marcha de los Cuatro Suyos
En las elecciones presidenciales del 2000, Perú Posible presentó a Alejandro Toledo como candidato y quedó en segundo lugar, detrás de Alberto Fujimori, en una elección muy cuestionada. Sin embargo, para la segunda vuelta electoral de ese año, Toledo se retiró de la elección y pidió a sus simpatizantes que voten en blanco.
Hubo una gran controversia debido a la candidatura del presidente en ejercicio, Alberto Fujimori, quien para entonces ya había cumplido dos mandatos consecutivos en el gobierno peruano. Según la Constitución de 1993, un presidente solo podía tener dos mandatos consecutivos, pero Fujimori afirmó que él había sido elegido antes de la promulgación de esa Constitución y, por lo tanto, estaba cumpliendo con su segundo mandato. Esto le permitiría participar en las elecciones generales del 2000 y buscar un tercer mandato. Sin embargo, hubo políticos que intentaron oponerse a esta decisión. La congresista Lourdes Flores Nano y otros miembros del Congreso buscaron formas de evitar que Fujimori se postulara nuevamente, pero no pudieron lograr nada satisfactorio debido a que el Congreso estaba dominado por el gobierno de Fujimori. La situación generó una gran controversia en el país y las elecciones del 2000 fueron ampliamente cuestionadas.
Del mismo modo, en la segunda vuelta, hubo informes de fraude electoral. Como resultado, Alejandro Toledo convocó a una manifestación ciudadana llamada Marcha de los Cuatro Suyos, como una forma de protesta y oposición al gobierno de Alberto Fujimori.

### Gobierno y triunfo de Alejandro Toledo
Tras la renuncia por fax de Alberto Fujimori, en una sesión extraordinaria, la Presidencia de la República pasaría a manos del Congresista de oposición, Valentín Paniagua, convirtiéndose en Presidente de Transición del Perú; por tanto, su acción más importante como Presidente en ese contexto, además de tranquilizar al pueblo, era convocar a elecciones el 8 de abril de 2001, elecciones las cuales Alejandro Toledo gana, volviéndose el presidente del País.
En el 2001, Toledo y su partido político ganaron las elecciones presidenciales. Cuando se inició el gobierno de Toledo, el partido decidió formar una coalición con el Frente Independiente Moralizador, liderado por Fernando Olivera.

### Discrepancias dentro de la Alianza Electoral Perú Posible
Al conformar las bancadas del Congreso para el periodo 2011-2016 en las elecciones parlamentarias, varios de los miembros dejan de ser parte del mismo. Por un lado, se encuentra el congresista de la República Carlos Bruce, quien fue expulsado del partido; por otro lado, el secretario general, Javier Reátegui, renuncia a su cargo. Por último, Cecilia Tait, Wuilian Monterola, Marco Falconí, Norman Lewis y Mariano Portugal renuncian también a Perú Posible por discrepancias dentro del Partido Político.
En junio de 2012, los 5 miembros de Acción Popular renuncian a la bancada de Perú Posible, por el apoyo de Perú Posible al candidato oficialista a la presidencia del Congreso de la República del Perú, cuando estaba propuesto para el mismo cargo el acciopopulista Víctor Andrés García Belaúnde. En tales circunstancias y atendiendo a la solicitud de sus bases partidarias, el Comité Político y el Comité Ejecutivo Nacional de Acción Popular decidieron que su partido constituyera una bancada propia. De esta manera, el presidente de Acción Popular, Dr. Javier Alva Orlandini, autorizó a los congresistas de su partido a iniciar coordinaciones con congresistas independientes a fin de concretar dicha decisión. La bancada parlamentaria se denominó: Acción Popular - Frente Amplio.
Luego de ello, a comienzos de junio de 2013, Cecilia Tait, junto con Wuilian Monterola, Marco Falconí, Norman Lewis y Mariano Portugal, renunciaron a Perú Posible por diversas discrepancias con dicho partido.

## Controversias

### Falsificación de firmas del Partido
En el 2004, se acusó a Toledo de la falsificación de firmas del partido, pero el caso quedó cerrado en el 2005 después de varios interrogatorios al presidente. La Policía Nacional del Perú declaró que había firmas falsificadas, y la hermana del presidente cumplió arresto domiciliario por este caso. En 2006 el juzgado anticorrupción realizó un proceso contra Toledo.

### Caso Ecoteva
Después de las elecciones generales del 2016, y al perder su inscripción como partido político; sabre proceso a Toledo por caso Ecoteva.56
Según Daniel Mora, una de las causas que llevó a Perú Posible al debacle, fue la soberbia de Alejandro Toledo.7 Después, Perú Posible apoya la candidatura de Pedro Pablo Kuczynski, a pesar de que Perú Posible perdió la inscripción al no pasar la valla electoral.8 9 En 12 de mayo de 2016, Carmen Omonte fue retirada de la Comisión Lavajato por su propio expartido Perú Posible.10 11 A la vez, el juez Abel Concha decidió el levantamiento del secreto bancario de Alejandro Toledo, siendo esto como parte del juicio por caso Ecoteva.12 En 12 de marzo de 2017, Marcial Ayaipoma anuncia que Perú Posible será liquidado al no pasar la valla electoral, conforme lo manda la Ley de Partidos Políticos.

## Resultados electorales

### Elecciones presidenciales
|  | 3,03 % |

|  | 40,34 % |

|  | 25,67 % |

|  | 36,15 % |

|  | 53,08 % |

|  | 15,63 % |

|  | 1,30 % |

### Elecciones Parlamentarias
|  | 4,17 % |

|  | 23,4 % |

|  | 26,30 % |

|  | 4,11 % |

|  | 14,83 % |

|  | 2,35 % |

### Elecciones al Parlamento Andino
|  | 2,27 % |

|  | 14,78 % |

|  | 2,19 % |

### Elecciones municipales y regionales
| Año  | Gobiernos Regionales | Alcaldías Provinciales | Alcaldías Distritales |
| Año  | Representantes       | Representantes         | Representantes        |
| ---- | -------------------- | ---------------------- | --------------------- |
| 2002 | 1/25                 | 11/194                 | 185/1635              |
| 2006 | 0/25                 | 2/195                  | 12/1637               |
| 2010 | 0/25                 | 4/195                  | 33/1639               |
| 2014 | 0/25                 | 1/196                  | 13/1867               |

## Fracaso de refundación
En el 2017, Fernando Rodríguez Patrón, director del Registro de Organizaciones Políticas (ROP) del Jurado Nacional de Elecciones (JNE), informó que Perú Posible es uno de los partidos políticos que no han superado la valla electoral de 5% en las elecciones generales del 2016. Sin embargo, de todos los partidos políticos que no alcanzaron la valla electoral, Perú Posible es el único que ha afirmado que tiene intenciones de refundarse.
Para ello, tal como lo informan los medios de comunicación, Alejandro Toledo, líder del partido político, compró un kit para refundar su Partido Político, pero ahora con el nombre de Partido Político Chacana Peruana. Por tal motivo, Toledo se ha dirigido a sus “militantes leales de Perú Posible” mediante sus redes sociales, para iniciar la recolección de 800 000 firmas para poder refundar el Partido Político. El expresidente afirmó en los medios de comunicación que ya realizó los trámites pertinentes ante la Superintendencia Natural de los Registros Públicos (Sunarp) y el Instituto Nacional de Defensa de la Competencia y de la Protección de la Propiedad Intelectual (Indecopi).Sin embargo, el partido no llegó a refundarse debido a las denuncias por el escándalo de corrupción de Odebrecht y al caso lavado de activos contra el exmandatario además de su posterior huida hacia Estados Unidos.
En 2024, Alejandro Toledo se afilio al Partido Demócrata Verde liderado por el exalcalde de San Juan de Lurigancho Álex Gonzales Castillo para poder participar a un cargo público en las elecciones del 2026.  Su afiliación fue un blanco de polémicas pese a su estado de Salud y al estar involucrado en el caso Caso Odebrecht. 